# EFACEC
Efacec Power Solutions (EFACEC) ist das größte Elektrounternehmen Portugals mit Sitz in Matosinhos. Efacec ist ein führender Hersteller von Anlagen für Umspannwerke, die Elektromobilität und in der Automatisierungstechnik. Außerdem baut und wartet die Firma Transformatoren, Generatoren, Motoren und Turbinen. Dabei ist Efacec mit 76 % Auslandsumsätzen international aufgestellt. Aktueller Vorstandsvorsitzender von EFACEC ist Mário Filipe Moreira Leite da Silva.

## Geschichte
Das Unternehmen wurde 1905 gegründet und 1948 von Alfredo da Silva übernommen.
Ende der 60er-Jahre war EFACEC eines der ersten Unternehmen, das an der portugiesischen Börse gelistet wurde.
2010 eröffnete EFACEC ein Transformatorenwerk mit 250 Mitarbeitern in Rincon (Georgia), 2014 wurde dieses jedoch wieder verkauft. Die Division Efacec Handling Solutions wurde 2015 an die Körber AG verkauft.
Am 23. Oktober 2015 übernahm die Angolanerin Isabel dos Santos mit ihrer Investmentgesellschaft Winterfell 65 % der Anteile des Unternehmens. Das Unternehmen wurde durch den Einstieg von dos Santos finanziell wieder stabiler. Außerdem wurde infolgedessen eine neue Organisationsstruktur beschlossen und umgesetzt.

## Internationalität
EFACEC ist ein portugiesisches Unternehmen mit Hauptsitz in Portugal. Allerdings gibt es mehrere Tochterfirmen, die EFACEC Geschäfte außerhalb Portugals abwickeln:
- Efasa (Südafrika)
- Efacec Algeria (Algerien)
- Efacec Angola
- Power Solutions Brazil (Brasilien)
- Efacec India (Indien)
- Efacec Chile
- Efacec Mosambique (Mosambik)
- Efacec USA
- Efacec Praha (Tschechien)
- Efacec Central Europe (Zentraleuropa)
- Efacec Equipos (Photovoltaik in Europa)
- Efacec Contracting Central Europe (Verträge in Zentraleuropa)[8]

Insgesamt ist EFACEC in 65 Ländern vertreten.